# Rhipidolestes owadai
Rhipidolestes owadai là loài chuồn chuồn trong họ Megapodagrionidae. Loài này được Asahina miêu tả khoa học đầu tiên năm 1997.